# Paruroctonus xanthus
Espèce
Synonymes
- Vaejovis xanthus Gertsch & Soleglad, 1966

Paruroctonus xanthus est une espèce de scorpions de la famille des Vaejovidae.

## Distribution
Cette espèce se rencontre aux États-Unis en Californie dans le comté d'Imperial et au Mexique au Sonora.

## Description
La femelle holotype mesure 52,0 mm.

## Systématique et taxinomie
Cette espèce a été décrite sous le protonyme Vaejovis xanthus par Gertsch et Soleglad en 1966. Elle est placée dans le genre Paruroctonus par Williams en 1972.

## Publication originale
- Gertsch & Soleglad, 1966 : « Scorpions of the Vejovis boreus group (subgenus Paruroctonus) in North America. » American Museum Novitates, no 2278, p. 1-54 (texte intégral).